# Bois (Charente-Maritime)
Bois település Franciaországban, Charente-Maritime megyében. Lakosainak száma 519 fő (2022. január 1.). Bois Champagnolles, Lorignac, Plassac, Saint-Ciers-du-Taillon, Saint-Genis-de-Saintonge és Saint-Palais-de-Phiolin községekkel határos.

## Népesség
A település népességének változása:
| Lakosok száma | 473  | 456  | 427  | 447  | 543  | 546  | 530  | 517  | 519  | 519  |
|               | 1968 | 1982 | 1990 | 2006 | 2013 | 2015 | 2017 | 2019 | 2020 | 2022 |